# N4-acetil sulfanilamida
N4Acetilsulfanilamida é...
Fórmula bruta: C8H10N2O3S
Nome químico (IUPAC): N4-Acetilsulfanilamida ou p-sulfamilacetanilida

## Propriedades
- Muito pouco solúvel em água (0,534% a 37,50);
- Aparência: Cristais brancos;
- Ponto de fusão: 219°C
- Massa molar = 214 g/mol

## Método de síntese laboratorial
Transferir o cloreto de p-acetamidobenzenossulfonila (para o balão de reação lavado e adicione uma mistura de 70 mL de solução concentrada de amônia (densidade 0,88) e 70 mL de água. Misture bem o conteúdo do balão e aqueça a mistura, com rotações ocasionais (em capela), até logo abaixo do ponto de ebulição por cerca de 15 minutos. O cloreto de sulfonila se converterá em uma suspensão pastosa da sulfonamida correspondente. Esfrie a suspensão em gelo e adicione, então, ácido sulfúrico diluído até a mistura apresentar reação ácida ao papel de vermelho do congo. Colete o produto em um funil de Buchner, lave-o com um pouco de água fria e deixe escorrer ao máximo. É conveniente, mas não essencial, secar a p-acetamidobenzenossulfonamida (N4-Acetilsulfanilamida) a 100° Celsius. O rendimento é de cerca de 18g.
Comentários: A técnica alternativa é um pouco mais econômica que a técnica realizada por não ter a etapa de fervura em condensador de refluxo por 30 minutos. Porém ela utiliza, também ácido sulfúrico que não foi utilizado na técnica realizada.